# 马圈子古城
马圈子古城，位于中国吉林省大蒲柴河镇浪柴河村，为一个省级文物保护单位，类型为古遗址，公布时间为2007年5月31日。该文物保护单位由敦化市文物管理所管理。
马圈子古城的历史年代为渤海。